# Lorensbergs Cirkus
Lorensbergs Cirkus var en cirkus- och konsertlokal i centrala Göteborg som uppfördes 1884, återuppfördes efter en brand 1900 och slutligen revs 1969. Idag (2019) finns ett parkeringshus på tomten. 2025 kommer det att byggas 250 bostäder, affärer och restauranger på Cirkustomten.[källa behövs]

## Historia
Cirkustomten nr 90 i 12:e roten, 26:e kvarteret Stegeborg, var ett cirka 4 500 kvadratmeter stort område som till en början uteslutande användes för cirkusändamål.
1884 uppfördes här Göteborgs första fasta cirkusbyggnad i ett hörn av Lorensbergsparken på initiativ av landeriets dåvarande ägare och källarmästare på Lorensberg, Gustaf Lundstedt. Cirkusen startades tillsammans med den tyske cirkusdirektören Gotthold Schumann. Själva cirkusen var byggd i trä, men stallet av sten. Kostnaden uppgick till 40 000 kronor.
Bland andra gästspelade Cirkus Orlando, störst i Sverige. I april 1898 spelade Cirkus du Nord på Lorensberg och då inträffade en spektakulär dödsolycka. Tragedin skulle ge upphov både till en svensk och en dansk biofilm; Dödsritten under cirkuskupolen respektive Dødsspring til hest fra cirkuskuplen, båda 1912. Huvudperson var den italienska dressören Corradini som lät hissa sig 15 meter upp i cirkuskupolen, sittande på den ståtliga valacken Blondin. På en liten plattform utförde hästen en sorts dans som avslutades med ett fyrverkeri över manegen. En afton tog hästen ett steg utanför plattformen som omedelbart kapsejsade. Både Blondin och Corradini omkom.
Den 9 januari 1900 brann cirkusbyggnaden ner (det var Cirkus Bergman som prövade att torka ett tält inne i cirkusbyggnaden). På grund av att hela våren var fullbokad ville man snabbt få till stånd en ny byggnad. Den 16 mars godkändes ritningarna till en ny träbyggnad och i slutet av februari stod grunden klar. Byggmästaren Herman Dähn lyckades därefter få färdig Lorensbergs nya cirkus på bara 26 dagar, och den 21 mars kunde cirkus Ed. Wulff ha sin premiär. Från att enbart ha använts till cirkus utvidgades snart repertoaren till allehanda offentliga nöjen, som idrott, teater och revyer. Sista cirkusföreställningen i Lorensberg blev Cirkus Scott, den 28 september 1969. 
De sista åren på 1960-talet hade cirkusen ett korttidskontrakt, och den 24 november 1969 revs den smutsgröna byggnaden. Idag (2019) finns ett parkeringshus på tomten. 
Cirkusverksamheten i Göteborg övergick därefter till att cirkusarna fick ta med egna cirkustält. Staden upplät för detta en plats vid sydvästra hörnet av Heden (vid hörnet av Södra Vägen och Engelbrektsgatan), där cirkusverksamhet fortfarande är tillåten, endast några hundra meter bort från den tidigare cirkusbyggnaden.

## Några exempel på framträdanden
- 1906 – Sång- musik- och diktafton för Oscar II.
- 1907 – Örgryte IS arrangerar EM i brottning.
- 1907 – Regissören Knut Lindroth sätter upp pjäserna Hamlet och Romeo och Julia.
- 1913 – Wilhelm Stenhammar dirigerar en välgörenhetskonsert till förmån för Titanic-katastrofens offer.
- 1913 – Cirkus används för första gången som biograf och filmen Quo Vadis visades.
- 1914 – Dramaten gästspelar med Pygmalion där Harriet Bosse spelar Eliza.
- 1918 – Den första Lingveckan genomförs. En årlig uppvisning av motionsgymnaster i alla åldrar ägde rum i Lorensbergs Cirkus ända fram till rivningen 1969.
- 1930 och 1932 – Ernst Rolf sätter upp revyer.[4]
- 1943-1961 – Karl Gerhard sätter upp nyårsrevyer.[4]
- 1933 – Louis Armstrong genomför en konsert i november.
- 1947 - Helan och Halvan gjorde framträdanden 16-17 oktober 1947, med två föreställningar per kväll. "Uppvärmare" var Åke Söderblom och Egon Larson.[5]
- 1948 – Ingemar Johansson debuterar i en amatörboxningsgala.
- 1952 – Povel Ramel har premiär på sin första Knäppupp-revy.
- 1959 – Streaplers gör sitt första framträdande med Säkkinjärven polka.
- 1959 – Inofficiellt SM i judo.
- 1963 – Hasse å Tage spelar sin revy Hålligång.
- 1963 – The Beatles genomför en konsert[6] den 27 oktober på sin första utlandsturné.
- 1967 – Konsert med The Who den 3 maj.[7]
- 1967 – Konsert med The Spencer Davis Group i februari.
- 1967 – Konsert med Cream i mars och senare också i november.
- 1968 – Jimi Hendrix genomför två konserter i januari. Ungefär ett år senare kommer han tillbaka för ett framträdande till.

Även politiker höll möten på Cirkus som till exempel Hjalmar Branting och Per-Albin Hansson.